# قضاء رانية
قضاء رانية هو أحد الأقضية في محافظة السليمانية في كردستان العراق. عاصمته رانية. يبلغ عدد سكان القضاء 200826. يضم القضاء ثلاث بلدات. منطقة رانية مأهولة بالسكان منذ العصور القديمة وهي غنية بالمواقع الأثرية مثل تل شمشارا وتل بازموسيان وجيرديديم وكامريان وتلال بوسكين وقلعة رانيا. يعود تاريخها كمنطقة إلى فترة الإمبراطورية العثمانية في (1789) عندما تم تعيين أول مفوض لها. القبائل الرئيسية في رانية هي جاف وبلباس وآكو وشوري. من الناحية الزراعية، تشتهر المنطقة بتربتها الخصبة. المحاصيل الرئيسية هي عباد الشمس والتبغ والأرز والقمح والشعير.